# Macarostola miniella
Macarostola miniella is een vlinder uit de familie mineermotten (Gracillariidae). De wetenschappelijke naam is voor het eerst geldig gepubliceerd in 1875 door Felder & Rogenhofer.
De soort komt voor in Europa.